# Twin Bridges Motor Hotel
Twin Bridges Motor Hotel, Twin Bridges Marriott – nieistniejący budynek w hrabstwie Arlington, w stanie Wirginia. Pierwszy obiekt noclegowy obsługiwany przez Marriott Corporation, największą sieć hotelową na świecie. Otworzony 18 stycznia 1957, krótko przed drugą kadencją prezydenta Dwighta Eisenhowera. Rozebrany został w roku 1990.

## Nazwa
Nazwa hotelu Twin Bridges (pol. Bliźniacze mosty) nawiązuje do sąsiednich dwóch mostów. Obecnie w najbliższym sąsiedztwie jest ich razem pięć.

## Działalność hotelowa
Obiekt funkcjonował początkowo jako motel. Znajdował się w Arlingtonie, w stanie Wirginia, przy ulicy 333 Jefferson Davis Highway oraz drogach dojazdowych do mostów 14th Street na rzece Potomak, przed pomnikiem Jefferson Memorial w Waszyngtonie. Z budynku rozpościerał się widok na Kapitol Stanów Zjednoczonych oraz pomnik Waszyngtona. Był dobrze widoczny i stał pod ścieżką podejścia portu lotniczego Waszyngton Ronalda Reagana.
W momencie otwarcia hotel składał się z 365 pokoi dwuosobowych, w każdym podwójne łóżko i czarno-biały telewizor. Pierwotnie zaprojektowany jako klasyczny motel z sześcioma dwupiętrowymi budynkami, każdy z osobnym wejściem. Parę lat później dobudowano pięciopiętrową wieżę ze stoma pokojami, restauracjami, salami konferencyjnymi oraz barem na dachu. Wzdłuż basenu, który zimą można było przekształcić w lodowisko, dodano nowe lobby. Pierwotnie nocleg kosztował 8 USD plus 1 USD za każdą dodatkowa osobę, z maksymalną stawką 12 USD. Zameldowanie odbywało się na zewnątrz, żeby recepcjonista od razu mógł policzyć gości w samochodzie. Następnie odprowadzał rowerem gości do ich pokoju.
Ponieważ sieć hoteli Marriott jeszcze nie istniała, przez pierwszych kilka lat hotel funkcjonował jako motel Quality Courts (prekursor Choice Hotels International). Quality Courts miał siedzibę w Waszyngtonie. Dzięki budowie hotelu Key Bridge Marriott w 1959, zaledwie parę kilometrów dalej, potocznie nazywano oba hotele Marriott Motor Hotels. Bliskość Pentagonu oraz lotniska, pozwoliło czerpać zyski z obu obiektów. Bill Marriott stwierdził, że był to w kraju jeden z pierwszych hoteli w pobliżu lotniska.
29 czerwca 1979 podczas pobytu w hotelu, amerykański muzyk Lowell George doznał śmiertelnego zawału serca.

## Zamknięcie i rozbiórka
Motel został na stale zamknięty 18 grudnia 1988. Po jego rozbiórce w 1990, władze hrabstwa Arlington w 1991 odrzuciły projekt budowy biurowca w tym miejscu. W 1993 Departament Wojskowy próbował pozyskać ten teren pod budowę Muzeum Historii Wojskowej. W 1994 zatwierdzono plan budowy hotelu wraz z biurowcem, którego jednak nie wybudowano. W 2005 zarząd hrabstwa odmówił pozwolenia na budowę dwóch siedmiopiętrowych biurowców na tej oraz na sąsiedniej działce. Zamiast tego hrabstwo zorganizowało zamianę działek, prywatną zabudowę przesunięto bliżej biurowców Crystal City, a resztę przeznaczono dla użytku publicznego, co jest bardziej zgodne z jej położeniem. Teren został ostatecznie zaadaptowany jako publiczny teren rekreacyjny i stał się częścią parku Long Bridge hrabstwa Arlington.